# Дементьевка (Красноярский край)
Дементьевка — деревня в Казачинском районе Красноярского края. Входит в состав Новотроицкого сельсовета.

## География
Расположена в восточной части района, на левом берегу ручья Дементьевский. Абсолютная высота — 145 метров над уровнем моря.
Климат
Климат характеризуется как резко континентальный, с продолжительной морозной зимой и коротким тёплым летом. Среднегодовая температура воздуха составляет −1,9°С. Средняя температура воздуха самого тёплого месяца (июля) составляет 20 °C (абсолютный максимум — 37 °C); самого холодного (января) — −18 °C (абсолютный минимум — −59 °C). Среднегодовое количество атмосферных осадков составляет 501 мм.

## История
Основана в 1912 году. В 1926 году в деревне Ташла-Яглы (Дементьевка) имелось 63 хозяйства и проживало 258 человек (133 мужчины и 125 женщин). В национальном составе населения того периода преобладали татары. В административном отношении входила в состав Ново-Троицкого сельсовета Казачинского района Красноярского округа Сибирского края.

## Население
| 2010 |
| ---- |
| 54   |

Половой состав
По данным Всероссийской переписи населения 2010 года в гендерной структуре населения мужчины составляли 55,6 %, женщины — соответственно 44,4 %.
Национальный состав
Согласно результатам переписи 2002 года, в национальной структуре населения татары составляли 91 % из 100 чел.